# Zoológico de Denver
El Zoológico de Denver (en inglés:Denver Zoo ) es un jardín zoológico de 80 acres (32 ha) situado en el parque de la ciudad de Denver, en el estado de Colorado al oeste de los Estados Unidos. Fundado en 1896, es propiedad de la ciudad y Condado de Denver y financiado en parte por el Distrito de Instalaciones Científicas y Culturales (SCFD). Fue la atracción más popular que se paga en la zona metropolitana de Denver según datos de 2005. El zoológico de Denver está abierto todos los días de 10:00 a. m. a 5:00 p. m.
El zoológico de Denver se inició con la donación de un oso negro americano huérfano. Con la construcción de la "montaña del oso", se convirtió en el primer parque zoológico en los Estados Unidos con el uso de recintos naturalistas en lugar de jaulas con barrotes.